# Garibaldi FS (metropolitana di Milano)
Garibaldi FS è una stazione delle linee M2 ed M5 della metropolitana di Milano.

## Storia
La stazione della linea M2 fu inaugurata il 12 luglio 1971 come capolinea della tratta proveniente da Centrale FS; ciò rese la stazione di Porta Garibaldi la quarta stazione ferroviaria milanese collegata con la metropolitana, dopo Cadorna, Lambrate e Centrale.
Funse da capolinea ovest fino al 3 marzo 1978, quando i primi treni poterono percorrere la nuova tratta fino a Cadorna FN.
Il 16 luglio 2007, dopo l'approvazione nel 2006 del progetto per la realizzazione della linea M5, iniziarono i lavori per la realizzazione della prima tratta che comprendeva anche la stazione Garibaldi FS.
Nel 2008 la stazione della linea M2 fu interessata da un'operazione di rinnovo che ha portato ad un restyling completo degli ambienti. Questo rinnovo rientrava in un progetto più ampio di ATM per il rinnovo di alcune stazioni della metropolitana, poi abbandonato con l'esclusione della stazione di Loreto, in cui sono stati completati i lavori seppur con più ritardo.
La stazione della linea M5 doveva essere originariamente inaugurata a dicembre 2013, ma l'apertura è dapprima slittata a gennaio 2014 ed infine al 1º marzo dello stesso anno, quando sostituì Zara come capolinea meridionale della lilla. Rimase capolinea fino al 2015, quando la linea venne prolungata definitivamente fino a San Siro Stadio. Con l'apertura della stazione della M5, Porta Garibaldi diventò, dopo Cadorna e Centrale, la terza stazione ferroviaria milanese servita da due linee di metropolitana.
Torna capolinea della M2, questa volta in via provvisoria, il 19 luglio 2025 per i treni provenienti da Cascina Gobba, Cologno Nord e Gessate, a seguito dei lavori di rinnovamento dei binari lungo la tratta da Garibaldi FS a Cadorna FN. Il termine di tali lavori è previsto per il 7 settembre.

## Strutture e impianti
La stazione M2 è situata in viale Don Luigi Sturzo, presso piazza Sigmund Freud. È una stazione sotterranea, passante, con tre binari, tre gallerie e due banchine. La stazione della linea M5 sorge anch'essa in viale Luigi Sturzo ed è una stazione sotterranea, passante, con due binari e una banchina mediana e, come tutte le altre stazioni della linea M5, è accessibile ai disabili.
La stazione è direttamente collegata con l'omonima stazione e con quella passante. Possiede anche uscite in viale Don Luigi Sturzo e piazza Sigmund Freud.

### Piano banchine della stazione M2
La stazione di Garibaldi FS della linea verde è stata una delle tre stazioni della metropolitana milanese (le altre sono Cascina Gobba e Gorgonzola della M2) a possedere quattro binari, attualmente ridotti a tre: i due centrali sono utilizzati per la normale fermata dei treni, mentre per quanto riguarda gli altri due, posizionati all'esterno della banchina d'attesa, uno è stato rimosso e l'altro viene a volte utilizzato per il parcheggio di vario materiale rotabile ATM (mentre a Gorgonzola i due binari laterali sono stati entrambi rimossi ed a Cascina Gobba i quattro binari sono tutti in uso per il servizio passeggeri).
Questa particolarità è dovuta al fatto che la stazione era interessata dal progetto, mai realizzato, delle linee celeri della Brianza, un gruppo di linee metrotranviarie che avrebbero dovuto sostituire le tranvie interurbane della Brianza, attestandosi su due dei quattro binari della stazione di Garibaldi FS, consentendo un interscambio diretto con la metropolitana.

## Interscambi
La fermata costituisce un importante interscambio con le due stazioni ferroviarie (quella in superficie e quella sotterranea posta sul passante ferroviario) di Milano Porta Garibaldi. Nelle vicinanze della stazione inoltre effettuano fermata alcune linee urbane tranviarie ed automobilistiche, gestite da ATM.
- Stazione ferroviaria (Milano Porta Garibaldi, linee suburbane e regionali)
- Stazione ferroviaria (Milano Porta Garibaldi passante, linee suburbane)
- Fermata tram (Garibaldi M2 M5, linee 10 e 33)
- Stazione taxi

## Servizi
La stazione dispone di:
- Accessibilità per portatori di handicap
- Ascensori
- Scale mobili
- Emettitrice automatica biglietti
- Servizi igienici
- Stazione video sorvegliata

## Galleria d'immagini

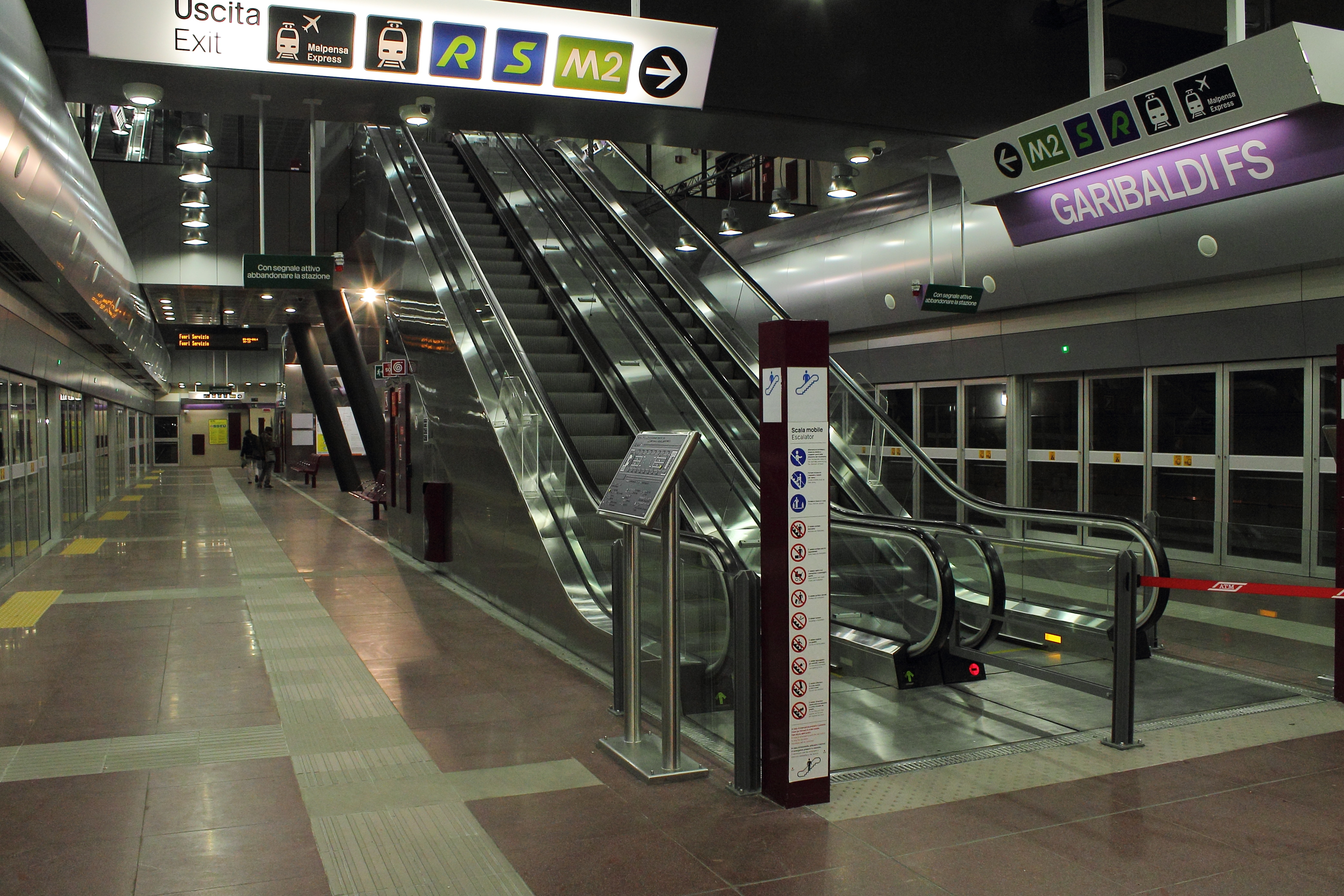
Il piano banchina della stazione M5
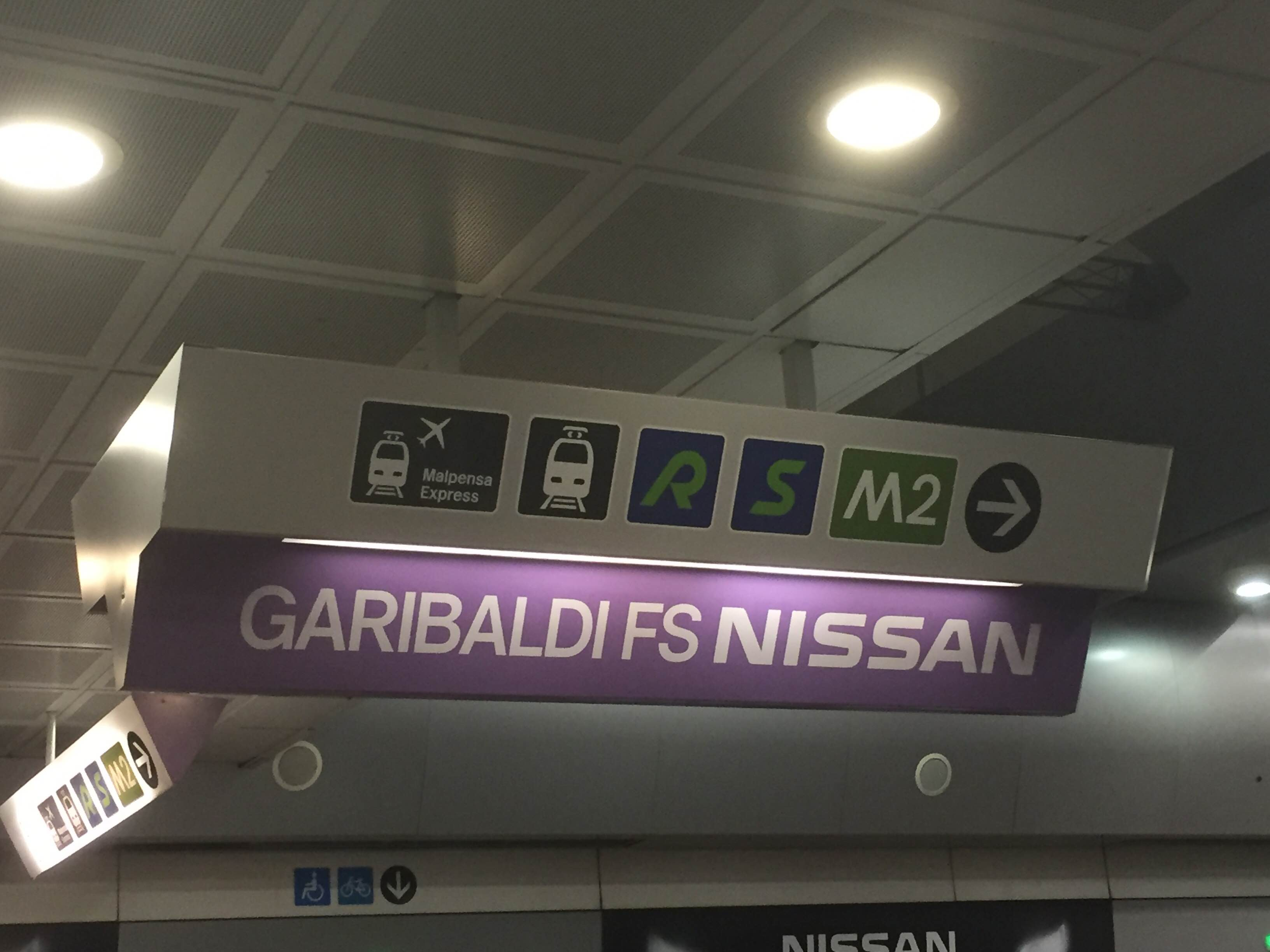
Il cartello indicatore sponsorizzato della stazione M5
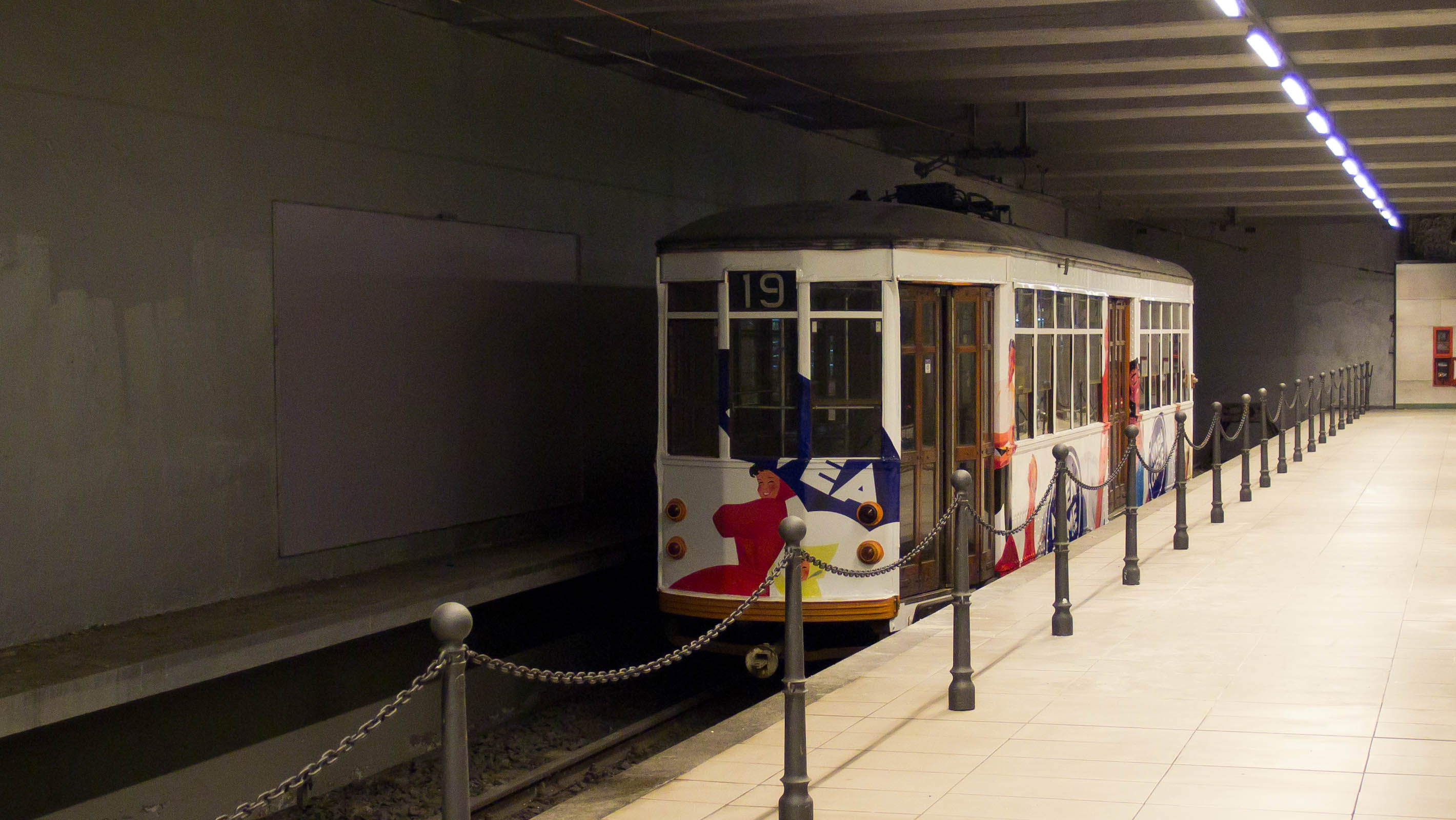
Una delle quattro Ventotto esposte sul binario laterale
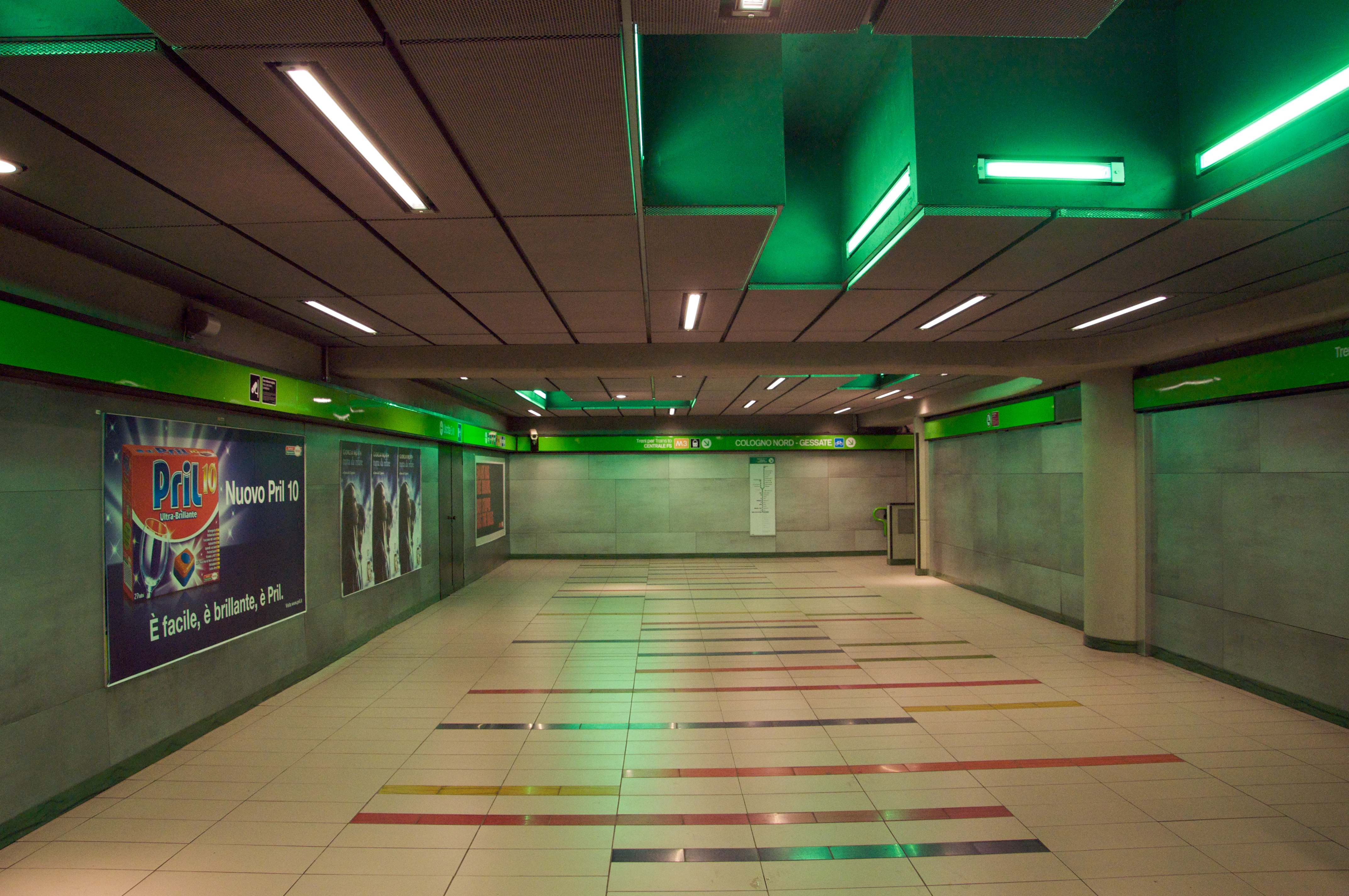
Un corridoio della stazione M2 dopo il restyling
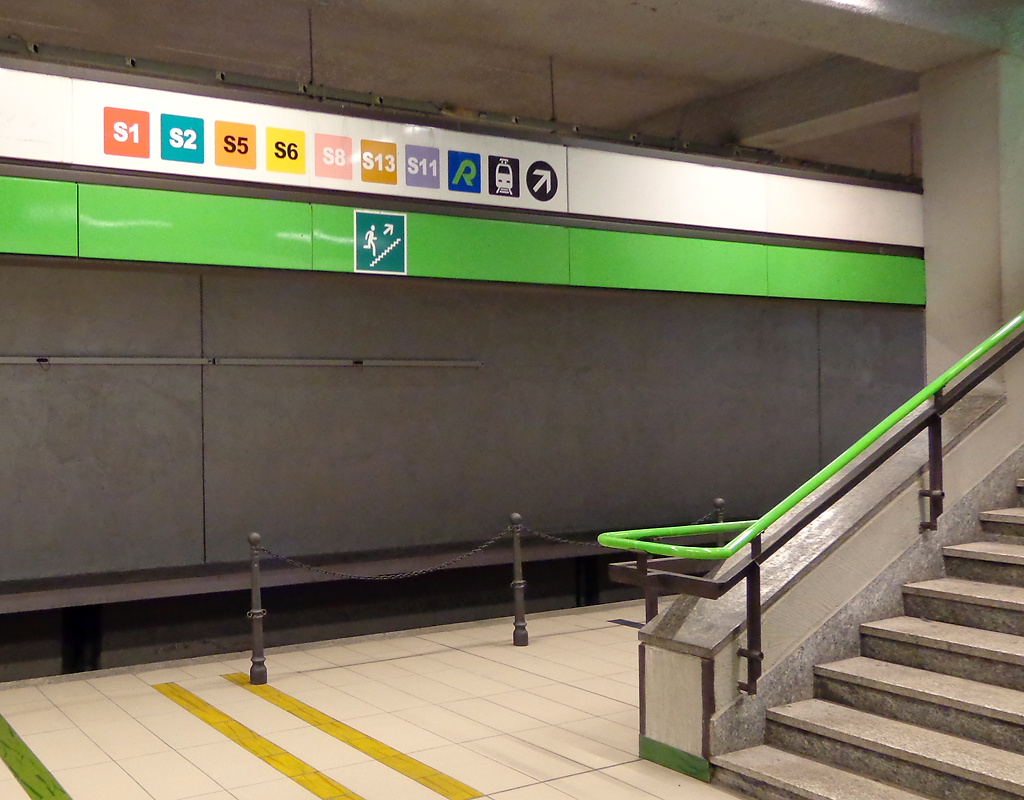
Le indicazioni dei servizi presenti nella stazione ferroviaria
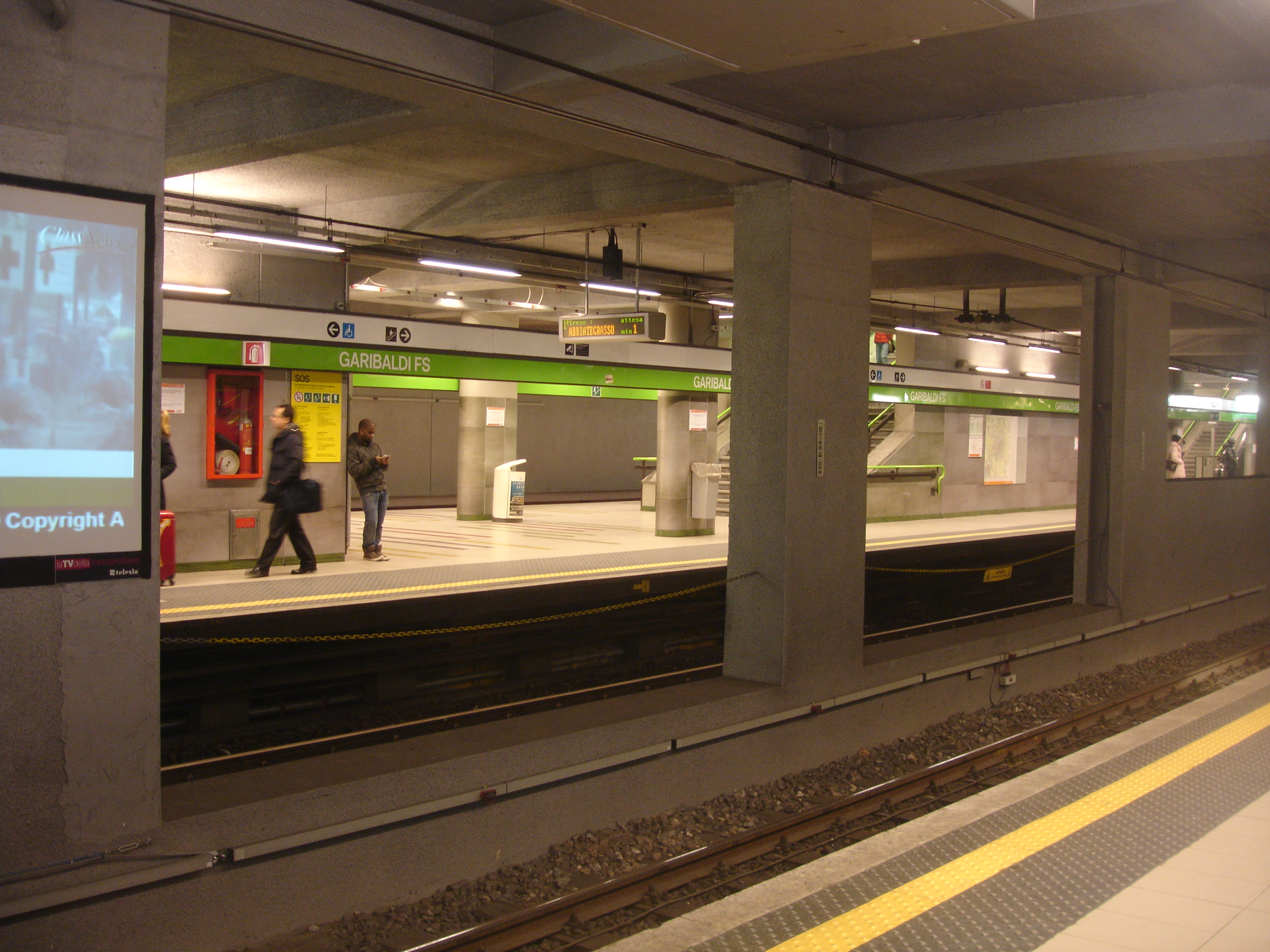
Il piano banchine della stazione M2